# Mobile Anisotropy Telescope
Il Mobile Anisotropy Telescope (telescopio mobile per le anisotropie, MAT) è stato un radiotelescopio nato dalla collaborazione tra l'Università di Princeton e l'Università della Pennsylvania. Venne situato nei pressi del Cerro Chajnantor, nelle vicinanze della città di San Pedro de Atacama, in Cile, a 5.500 metri d'altitudine.

## Obiettivi
Lo scopo primario del telescopio è stato la misura delle anisotropie della radiazione cosmica di fondo, ad una scala angolare di 50 < l < 400.

## Tecnologia
Basato su un esperimento precedente di successo, il QMAP, il MAT era dotato di 2 ricevitori HEMT a 40 GHz con risoluzione di 0,9 gradi, 4 ricevitori HEMT a 30 GHz con risoulzione di 0,6 gradi, 2 ricevitori SIS a 144 GHz con risoluzione di 0,2 gradi . Come ottica, era presente uno specchio di 85 cm di diametro.